# Domenico della Rovere
Domenico della Rovere (ur. 1442 w Turynie – zm. 22 kwietnia 1501 w Rzymie) – włoski duchowny.

## Życiorys
Krewny papieża Sykstusa IV, który w 1478 mianował go kardynałem i biskupem Corneto e Montefiascone. Arcybiskup Tarentaise (1478-82), Genewy (1482) i Turynu (od 1482 aż do śmierci). Legat papieski w Piemoncie i Sabaudii (1483–84). Uczestniczył w konklawe 1484 i konklawe 1492. Otrzymał wiele beneficjów (m.in. benedyktyńskie opactwo w Turynie) od Aleksandra VI w zamian za poparcie udzielone na konklawe. Po 31 sierpnia 1492 wykonywał obowiązki archiprezbitera Św. Kolegium Kardynałów (w zastępstwie za kardynała del Mila y Borja). Zmarł w Rzymie, ale jego szczątki pochowano w katedrze turyńskiej.
Brat kardynała Cristoforo della Rovere.